# Bursaphelenchus chitwoodi
Bursaphelenchus chitwoodi är en rundmaskart. Bursaphelenchus chitwoodi ingår i släktet Bursaphelenchus och familjen Aphelenchidae. Inga underarter finns listade i Catalogue of Life.